# Ed McGuinness
Edward James McGuinness, detto "Ed" (Quincy, 1º marzo 1974), è un fumettista statunitense.
È noto per aver disegnato serie come Superman, Deadpool, Superman/Batman e Hulk e per i suoi lavori con lo scrittore Jeph Loeb, con il quale ha creato personaggi come Hulk Rosso e Bomba-A. Le sue tavole
sono state spesso inchiostrate da Dexter Vines.

## Carriera
Inizia la sua carriera alla WildStorm dove disegna una serie di storie su Mister Majestic. Grazie a queste viene notato dalla DC Comics, per la quale disegna prima alcune storie sulla testata di Superman e co-crea la testata Superman/Batman insieme a Jeph Loeb, e poi la serie JLA Classified con Grant Morrison. Nel 1997 passa alla Marvel Comics, per la quale realizza, su testi di Joe Kelly, un'apprezzata run sul personaggio di Deadpool, sulla quale lavorerà fino al 2002 per un totale di 69 numeri. Nel maggio del 2006 firma un contratto d'esclusiva con la Marvel realizzando copertine per serie come Civil War, Thor e Capitan America: Morte di un eroe. Nel 2008 collabora nuovamente con Jeph Loeb sulla testata di Hulk, durante la quale fa la sua prima apparizione l'Hulk Rosso, e sul quarto volume degli Ultimates. Nel 2013 disegna, sempre su testi di Loeb, la testata di Nova con protagonista Sam Alexander.

## Vita privata
Vive a Bangor, nel Maine, con la moglie e i quattro figli.

## Stile di disegno
Lo stile di McGuinness è contraddistinto da personaggi molto muscolosi e massicci e da una resa grafica "cartoonesca". Tra le sue fonti d'ispirazione annovera gli artisti Jack Kirby e Arthur Adams.